# آرژنینو سوکسینیک اسید
اسید آرژینیو سوکسینیک یک ترکیب شیمیایی است که در واقع نوعی اسید آمینه بازی می‌باشد.

## واکنشها
برخی سلول‌ها آرژینینو سوکسینیک را از سیترولین و اسید آسپارتیک می‌سازند و در چرخه اوره یا چرخه سیترولین-NO, از آن به عنوان پیش ساز آرژینین استفاده می‌کنند. آنزیمی که این واکنش را کاتالیز می‌کند آرژینینو سوکسینات سنتتاز نام دارد. اسید آرژینینو سوکسینیک یکی از پیش سازهای فومارات در چرخه اسید سیتریک است. این واکنش توسط آنزیم آرژینینو سوکسینات لیاز کاتالیز می‌شود.